# مثل روزهای قدیم به‌نظر می‌رسد
مثل روزهای قدیم به‌نظر می‌رسد (به انگلیسی: Seems Like Old Times) فیلمی محصول سال ۱۹۸۰ و به کارگردانی جی سندریچ است. در این فیلم بازیگرانی همچون گلدی هان، چوی چیس، چارلز گرودین، رابرت گویلام، هارولد گلد، جورج گریتزارد، تی کی کارتر، مارک آلیمو و کریس لمون ایفای نقش کرده‌اند.